# Pierre Angel
Pour les articles homonymes, voir Angel.
 (septembre 2012).
Si vous disposez d'ouvrages ou d'articles de référence ou si vous connaissez des sites web de qualité traitant du thème abordé ici, merci de compléter l'article en donnant les références utiles à sa vérifiabilité et en les liant à la section « Notes et références ».
Pierre Angel est un footballeur français né le 25 mai 1924 à Seringes-et-Nesles dans l'Aisne et mort le 30 mars 1998 à Fréjus. Il évolue au poste de gardien de but.

## Biographie
Après avoir joué en jeunes à Reims il rejoint le FC Nancy en 1943. Lors de la saison 1945-1946, le club lorrain termine premier de la poule Nord et accède à la D1. Le club se classe dixième lors de la saison 1946-1947 et Angel rejoint alors l'OGC Nice en D2. Le club remporte le titre et monte en D1. Angel signe alors à Colmar également promu en D1 après avoir terminé second derrière Nice. Il ne reste qu'une seule saison à Colmar et rejoint Lille. Il termine second du championnat en 1950 et 1951, s'inclinant par ailleurs en finale de la Coupe Latine 1951 face à l'AC Milan. À l'été 1951, il rejoint Strasbourg qui termine 18e et dernier du championnat et est donc relégué. Il s'engage avec le RC Franc-Comtois qui évolue en D2. Il n'y reste qu'une saison et rejoint l'Olympique de Marseille. Avec ce club, dont il est le capitaine il atteint la finale de la Coupe de France 1954 mais s'incline face à Nice. En 1955 il retourne au RC Franc-Comtois ou il achève sa carrière en 1957.

## Carrière de joueur
- 1942-1943 : Stade de Reims.
- 1943-1947 : FC Nancy.
- 1947-1948 : OGC Nice.
- 1948-1949 : Sports réunis Colmar.
- 1949-1951 : Lille Olympique Sporting Club.
- 1951-1952 : Racing Club de Strasbourg.
- 1952-1953 : Racing Club Franc-Comtois.
- 1953-1955 : Olympique de Marseille.
- 1955-1957 : Racing Club Franc-Comtois.

## Palmarès
- Finaliste de la Coupe de France en 1954 avec l'Olympique de Marseille.
- Champion de France de D2 en 1946 avec le FC Nancy et 1948 avec l'OGC Nice.
- Finaliste de la Coupe Latine de football 1951 avec le Lille OSC.
- International B.